# Mostefa Lacheraf
Mostefa Lacheraf, né le 7 mars 1917 et mort le 13 janvier 2007, est un écrivain, historien, sociologue et homme politique algérien.

## Biographie
Mostefa Lacheraf naît le 7 mars 1917 à El Kerma des Ouled Bouziane près de Chellalat El Adhaoura, dans le sud algérois (Titteri), où son père est magistrat de la justice musulmane. Après des études secondaires à Alger, des études supérieures à la Thaâlibiyya d'Alger puis à la Sorbonne à Paris, il enseigne au lycée de Mostaganem et au lycée Louis-le-Grand à Paris. Il est également traducteur et interprète à l'institut des langues orientales à Paris.
Dès 1939, il milite au Parti du peuple algérien (PPA), au Mouvement pour le Triomphe des Libertés Démocratiques (MTLD), écrivant dans la presse clandestine. Il devient en 1946 secrétaire du groupe parlementaire de ce parti puis quitte ces fonctions et le comité exécutif de la Fédération de France du MTLD-PPA pour diriger l'un de ses journaux, L'Étoile algérienne. 
Mostefa Lacheraf rejoint ensuite le FLN. Renonçant à l'enseignement durant la guerre d'Algérie, il quitte Paris en novembre 1954 pour l'Espagne où il prend contact avec Mohamed Khider. Il faisait partie de la délégation des dirigeants du FLN, composée notamment de Ahmed Ben Bella, Hocine Aït Ahmed, Mohamed Boudiaf et Mohamed Khider, dont l'avion civil marocain est détourné, entre Rabat et Tunis, par l'aviation française en Algérie le 22 octobre 1956. Il est emprisonné aux Baumettes, à Fresnes, à La Santé, au Fort Liédot. Il est libéré en 1961 pour raisons de santé et placé en résidence surveillée. Il quitte alors clandestinement la France pour Le Caire et Tunis. Membre du Conseil national de la Révolution algérienne (CNRA), il participe en mai 1962 à l'élaboration du « Programme de Tripoli » qu'il est chargé de lire devant les congressistes.
Rédacteur en chef d’El Moudjahid après l'Indépendance jusqu'en septembre 1962, ambassadeur à partir d'octobre 1965 en Argentine, conseiller à la Présidence pour les problèmes éducatifs et culturels de 1970 à 1974, ambassadeur au Mexique, Mostefa Lacheraf participe à la rédaction de la « Charte nationale » de 1976 puis est nommé d'avril 1977 à 1979 ministre de l'Éducation nationale du gouvernement Houari Boumédienne. Il doit cependant donner sa démission à la suite de l'opposition du parti unique de cette époque à son programme éducatif, qui maintient le bilinguisme, l'enseignement de la langue française et la formation des enseignants en langue arabe pour parvenir à un niveau supérieur de formation nationale. À nouveau ambassadeur en poste au Mexique (septembre 1979), délégué permanent de l'Algérie auprès de l'UNESCO (septembre 1982), ambassadeur à l'ambassade algérienne à Lima, au Pérou (de janvier 1984 à septembre 1986). Adversaire du président Chadli, opposé à l'intégrisme, il est nommé en 1992 par le président Boudiaf, président du Conseil Consultatif National.
Mostefa Lacheraf meurt le 13 janvier 2007 après avoir été admis le 21 décembre 2006 à l'Établissement hospitalier spécialisé (EHS) du Dr Maouche Mohamed Amokrane, situé à Clairval (Alger), à la suite d'un accident vasculaire cérébral (AVC).

## Extrait du poèmePays de longue peine

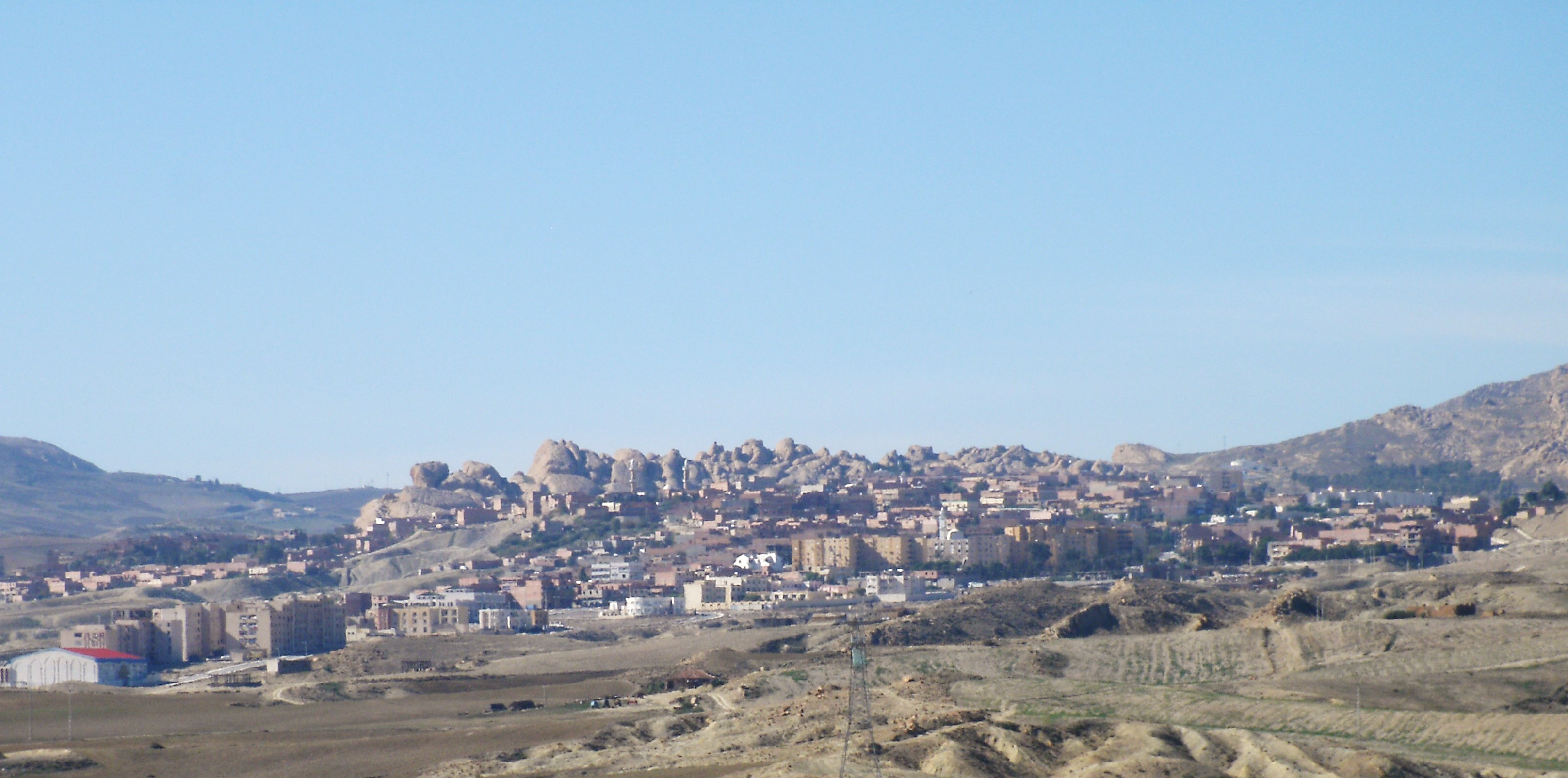
Mostefa Lacheraf est né près de Chellalat El Adhaoura

« Pays de longue peine qui s'en vient du même assaut invisible chargeant l'espace jusqu'au sommet. Le voici comme un serpent de sable et de pierres fauves : il marche dans un crissement inouï, dans un chant d'éternité où se mêlent la rumeur des hommes et des bêtes et les sourdes latences de la plante et de l'eau. »

— dans J. Lévi-Valensi et J.-E. Bencheikh, Diwan algérien, La poésie algérienne d'expression française de 1945 à 1965, Centre Pédagogique Maghrébin, 1967.

## Décorations
- Ahid de l'ordre du Mérite national d'Algérie.

## Éléments de bibliographie
- Chansons des jeunes filles arabes, traduction, Paris, Seghers, 1954.
- L'Algérie : nation et société, essai, Paris, Maspero, 1965 (354 p); Alger, SNED, 1978 (332 p.).
- La culture algérienne contemporaine, essai de définitions et perspectives, Alger, ENAP, 1968; Alger, UNJA, 1979.
- Les problèmes de l enseignement et l’éducation, Revue Algérienne des Sciences Juridiques, Economiques et Politiques, no 3, Alger, septembre 1977 (p. 459-471).
- Algérie & Tiers-Monde, agressions, résistances & solidarités intercontinentales, Alger, Enal, 1982; Alger, Bouchène, 1989 (230 p).
- Écrits didactiques sur la culture, l’histoire et la société, Alger, ENAP, 1987.
- Littératures de combat, Essais d'introductions : études et préfaces, Alger Bouchène, 1991 (150 p.)
- Des noms et des lieux. Mémoires d’une Algérie oubliée, Alger, Casbah Édition, 1998.
- Les ruptures et l’oubli, essai, Alger, Casbah Éditions, 2004.
- Pays de longue peine, recueil poétique ill. par Ali Silem. Présent. Christiane Achour et Dalila Morsly. Alger, El Kalima, coll. PIM N° 16, 2021.

Mostefa Lacheraf a publié des articles et des poèmes dans les revues Fontaine, Les Cahiers du Sud, Cahiers internationaux, Présence africaine, Simoun, Esprit, Vérité et liberté, Les Temps modernes, Révolution africaine ainsi que dans les journaux El Moudjahid et Algérie-Actualité. 
Il a également préfacé des recueils de Anna Gréki (Algérie, capitale Alger, 1963) et Jean Sénac (Matinale de mon peuple, dessins de Benanteur, 1961).

### Anthologies
- Ali El Hadj Tahar, Encyclopédie de la poésie algérienne de langue française, 1930-2008 (en deux tomes), Alger, Éditions Dalimen, 2009, 956 pages  (ISBN 978-9961-759-79-0)

### Sur Mostefa Lacheraf
- Jean Déjeux, Bibliographie méthodique et critique de la littérature algérienne de langue française 1945-1977, SNED, Alger, 1979.
- Jean Déjeux, Dictionnaire des auteurs maghrébins de langue française : Algérie... (1880-1982), Maroc... (1920-1982), Tunisie... (1900-1982), Paris, Karthala, 1984, 404 p. (ISBN 2-86537-085-2, lire en ligne).
- Charles Bonn (préf. Charles Bonn), Anthologie de la littérature algérienne : 1950-1987, Paris, Librairie Générale Française, 1990, 255 p. (ISBN 2-253-05309-0)